# Belyaevicrinus
Belyaevicrinus is een geslacht van zeelelies uit de familie Hyocrinidae.

## Soort
- Belyaevicrinus latipinnulus (Mironov & Sorokina, 1998)